# Vittorio Carpignano
Vittorio Ettore Carpignano (* 8. Mai 1918 in Montechiaro d’Asti) ist ein italienischer Dokumentarfilmer.

## Leben
Carpignano war 1938 bis 1940 Schüler des Centro Sperimentale di Cinematografia und war ein Gewinner der Littoriali della Cultura e dell'Arte im Jahr 1939. Nach seinem Abschluss im Fach Fotografie widmete er sich dem Dokumentarfilm.
Er gründete die Firma Recta Films, für die Arbeiten wie Spighe bianche, Acque fecondo oder Incontro con Roma und viele andere entstanden. Auch Luciano Emmer, sein Schwager, war für die Produktionsgesellschaft tätig. Kurz nach dem Zweiten Weltkrieg war Carpignano ausnahmsweise für einen Spielfilm tätig; mit Emilio Cordero inszenierte er 1946 Inquietudine. Nur 1953 drehte er nochmals: einige Szenen für Gli eroi dell'Artide. 1955 verfasste er das Drehbuch für einen historischen Abenteuerfilm. Er arbeitete auch für das Fernsehen, so für die populäre Sendung Carosello.
1957 gewann er den Preis für den besten edukativen Kurzfilm beim Cork Film Festival.

## Filmografie (Auswahl)
- 1946: Inquietudine (Ko-Regie)
- 1950: Quando le Pleiadi tramontano (Dokumentarfilm, Preis 1951 bei den Festspielen Venedig)
- 1955: Robin Hood, der schwarze Kavalier (Il principe della maschera rossa) (Drehbuch)